# Viktor Troicki
Viktor Troicki (srbsky Виктор Троицки, * 10. února 1986 Bělehrad) je bývalý srbský tenista, který na profesionální okruh vstoupil v roce 2006. Na okruhu ATP Tour vyhrál tři turnaje ve dvouhře, když triumfoval na Kremlin Cupu 2010 po finálovém vítězství nad Marcosem Baghdatisem a Apia International Sydney 2015, kde porazil ve finále Kazacha Michaila Kukuškina. Jeden titul si připsal také ve čtyřhře z bangkockého PTT Thailand Open 2010, kde společně s Christopherem Kasem v boji o titul přehráli pár Erlich a Melzer. Na challengerech ATP a okruhu ITF získal pět titulů ve dvouhře a tři ve čtyřhře.
Na žebříčku ATP byl ve dvouhře nejvýše klasifikován v červnu 2011 na 12. místě a ve čtyřhře pak v říjnu 2010 na 49. místě. Naposledy ho trénoval Jack Reader.
Na nejvyšší grandslamové úrovni se ve dvouhře nejdále probojoval do osmifinále na French Open 2011 a 2013, a také na travnatém Wimbledonu 2012. V mužské čtyřhře nejdále došel v páru s krajanem Jankem Tipsarevićem do čtvrtfinále French Open 2008.
V srbském daviscupovém týmu debutoval v roce 2008 utkáním 1. kola Světové skupiny proti Rusku, v němž podlehl Nikolaji Davyděnkovi a poté porazil Dmitrije Tursunova. Do uděleného 18měsíčního zákazu v červenci 2013 v soutěži nastoupil k patnácti mezistátním utkáním s bilancí 12–9 ve dvouhře a 4–1 ve čtyřhře. V Davisově poháru 2010 soutěž vyhrál, když byl členem družstva, které v bělehradském finále zdolalo Francii 3:2 na zápasy. Dvakrát vyhrál spolu se srbským týmem Světový pohár družstev na düsseldorfské antuce. Nejdříve při premiérovém startu Srbů v roce 2009 a podruhé v závěrečném ročníku mistrovství týmů roku 2012.
Srbsko také reprezentoval na Letních olympijských hrách 2012 v Londýně, kde v úvodním kole mužské dvouhry nestačil na jedenáctého nasazeného Španěla Nicoláse Almagra ve dvou setech. V soutěži mužské čtyřhry pak vytvořil osmý nasazený pár se singlovou světovou jedničkou Novakem Djokovićem. Srbská dvojice však skončila v prvním kole na raketách Švédů Johana Brunströma a Roberta Lindstedta po dvousetovém průběhu.
Mezinárodní tenisová federace mu od 24. července 2013 vyměřila 18měsíční zákaz startu na turnajích za neodevzdání vzorku krve, ale pouze moči na dubnovém Monte-Carlo Masters 2013. Arbitrážní soud CAS mu poté trest zkrátil na roční distanc do 21. července 2014.
Sportovní kariéru ukončil v roce 2021.

## Soukromý život
Má srbské a ruské kořeny. Jeho prarodiče z otcovy strany emigrovali do Srbského království v roce 1917 z ruských měst Tver a Rostov na Donu, kde žili.

## Zákaz startu na turnajích 2013–2014
Mezinárodní tenisová federace mu s platností od 24. července 2013 vyměřila 18měsíční zákaz startu na turnajích. Tento výrok se hráč dozvěděl na umagském Vegeta Croatia Open, kde musel odstoupit ze čtyřhry. Důvodem bylo neodevzdání vzorku krve, ale pouze moči na dubnovém Monte-Carlo Masters 2013. Krev odmítl poskytnout, protože se necítil dobře. Troicki poté prohlásil, že se rozhodnutí pokusí zvrátit u sportovního arbitrážního soudu CAS, protože vzorky moči byly negativní a dodal: „Jsem nevinný. A taky zničený, nelhal jsem. Zachází se mnou jako se zločincem, přitom jsem žádný zločin nespáchal.“ Při nezkrácení 18měsíčního trestu by první následný turnaj odehrál na Australian Open 2015.
Arbitrážní soud CAS (Court of Arbitration for Sport) mu poté trest zkrátil na roční distanc do 21. července 2014. Pro televizní kanál CNN sdělil: „Upřímně řečeno, byl to těžký rok. Bylo složité to zvládnout zejména psychicky, ale postupem času jsem se začal připravovat a trénovat a soustředil se na comeback.“ Na okruh ATP Tour se vrátil jako 842. hráč žebříčku vítězným utkáním s rakouským 55. mužem světové klasifikace Dominicem Thiemem, s nímž první kolo odehrál v pondělí 21. července 2014 na švýcarském turnaji Crédit Agricole Suisse Open Gstaad.

## Finále na okruhu ATP Tour
| Legenda (před / od 2009)                               |
| ------------------------------------------------------ |
| D – dvouhra; Č – čtyřhra                               |
| Grand Slam (0)                                         |
| Turnaj mistrů (0)                                      |
| ATP Masters Series / ATP Tour Masters 1000 (0)         |
| ATP International Series Gold / ATP Tour 500 (0)       |
| ATP International Series / ATP Tour 250 (3–6 D; 1–1 Č) |

### Dvouhra: 9 (3–6)
| Stav      | č. | datum           | turnaj                          | povrch    | soupeř ve finále      | výsledek           |
| --------- | -- | --------------- | ------------------------------- | --------- | --------------------- | ------------------ |
| Finalista | 1. | 17. srpna 2008  | Washington, D.C., Spojené státy | tvrdý     | Juan Martín del Potro | 3–6, 3–6           |
| Finalista | 2. | 4. října 2009   | Bangkok, Thajsko                | tvrdý (h) | Gilles Simon          | 5–7, 3–6           |
| Vítěz     | 1. | 24. října 2010  | Moskva, Rusko                   | tvrdý (h) | Marcos Baghdatis      | 3–6, 6–4, 6–3      |
| Finalista | 3. | 15. ledna 2011  | Sydney, Austrálie               | tvrdý     | Gilles Simon          | 5–7, 6–7(4–7)      |
| Finalista | 4. | 23. října 2011  | Moskva, Rusko (2)               | tvrdý (h) | Janko Tipsarević      | 4–6, 2–6           |
| Vítěz     | 2. | 17. ledna 2015  | Sydney, Austrálie (2)           | tvrdý     | Michail Kukuškin      | 6–2, 6–3           |
| Finalista | 5. | 14. června 2015 | Stuttgart, Německo              | tráva     | Rafael Nadal          | 6–7(3–7), 6–3      |
| Vítěz     | 3. | 16. ledna 2016  | Sydney, Austrálie (3)           | tvrdý     | Grigor Dimitrov       | 2–6, 6–1, 7–6(9–7) |
| Finalista | 6. | 7. února 2016   | Sofie, Bulharsko                | tvrdý (h) | Roberto Bautista Agut | 3–6, 4–6           |

### Čtyřhra: 4 (2–2)
| Stav      | č. | datum          | turnaj            | povrch    | spoluhráč          | soupeři ve finále              | výsledek       |
| --------- | -- | -------------- | ----------------- | --------- | ------------------ | ------------------------------ | -------------- |
| Vítěz     | 1. | 3. října 2010  | Bangkok, Thajsko  | tvrdý (h) | Christopher Kas    | Jonatan Erlich Jürgen Melzer   | 6–4, 6–4       |
| Finalista | 1. | 24. října 2010 | Moskva, Rusko     | tvrdý (h) | Janko Tipsarević   | Igor Kunicyn Dmitrij Tursunov  | 6–7(8–10), 3–6 |
| Vítěz     | 2. | 12. února 2017 | Sofie, Bulharsko  | tvrdý (h) | Nenad Zimonjić     | Michail Jelgin Andrej Kuzněcov | 6–4, 6–4       |
| Finalista | 2. | 13. ledna 2018 | Sydney, Austrálie | tvrdý     | Jan-Lennard Struff | Łukasz Kubot Marcelo Melo      | 3–6, 4–6       |

## Finále soutěží družstev: 3 (3–0)
| Stav  | č. | datum                 | soutěž                                     | povrch    | spoluhráči                                     | finalisté                                                           | výsledek |
| ----- | -- | --------------------- | ------------------------------------------ | --------- | ---------------------------------------------- | ------------------------------------------------------------------- | -------- |
| Vítěz | 1. | 23. května 2009       | Světový pohár družstev Düsseldorf, Německo | antuka    | Janko Tipsarević Nenad Zimonjić                | Rainer Schüttler Philipp Kohlschreiber Nicolas Kiefer Mischa Zverev | 2–1      |
| Vítěz | 2. | 3. – 5. prosince 2010 | Davis Cup Bělehrad, Srbsko                 | tvrdý (h) | Novak Djoković Janko Tipsarević Nenad Zimonjić | Gaël Monfils Michaël Llodra Arnaud Clément Gilles Simon             | 3–2      |
| Vítěz | 3. | 21. května 2012       | Světový pohár družstev Düsseldorf, Německo | antuka    | Janko Tipsarević Nenad Zimonjić Miki Janković  | Tomáš Berdych Radek Štěpánek František Čermák                       | 3–0      |

## Postavení na konečném žebříčku ATP

### Dvouhra
| Rok    | 2003 | 2004   | 2005   | 2006   | 2007   | 2008  | 2009  | 2010  | 2011  | 2012  | 2013  | 2014   |
| Pořadí | 958. | ▲ 795. | ▲ 343. | ▲ 207. | ▲ 122. | ▲ 57. | ▲ 29. | ▲ 28. | ▲ 22. | ▼ 38. | ▼ 75. | ▼ 101. |

### Čtyřhra
| Rok    | 2003  | 2004    | 2005   | 2006   | 2007   | 2008   | 2009  | 2010  | 2011  | 2012   | 2013   | 2014    |
| Pořadí | 1188. | ▼ 1624. | ▲ 495. | ▲ 280. | ▲ 259. | ▲ 146. | ▲ 70. | ▲ 55. | ▼ 75. | ▼ 119. | ▼ 162. | ▼ 1265. |